# استیج ۴۲
استیج ۴۲ (انگلیسی: Stage 42) یک سالن تئاتر در شهر نیویورک، آمریکا است.
این تئاتر که در سال ۲۰۰۲ تاسیس شده متعلق به سازمان شوبرت بوده و دارای ۴۹۹ نفر ظرفیت است.